# Nicolae Țic
Nicolae Țic (n. 29 decembrie 1928, județul Hunedoara – d. 12 martie 1992) a fost un scriitor, publicist și scenarist român.

## Opere

### Proză
- A doua moarte a lui Anton Vrabie, Editura Tineretului (1957)
- Profiluri (povestiri), Editura de Stat pentru Literatură și Artă (1959)
- Ora șase (roman), Editura de Stat pentru Literatură și Artă (1960)
- Anii tineri (roman), Editura pentru literatură, (1961)
- Vîntul de seară, Editura Tineretului (1962)
- Lupeni 29: scenariu de film (în colaborare cu Eugen Mandric și Mircea Drăgan), Editura Meridiane (1963)
- Un vals pentru Maricica (roman), Editura Tineretului (1963)
- Orașul cu o mie de blesteme (roman), Editura Tineretului (1965)
- Nu trageți în caii de lemn (1967)
- Durerile altora (roman), Editura Tineretului (1969)
- Scamatorul, Editura pentru Literatură (1969)
- Camera cu oglinzi, Editura Albatros (1971)
- Drumul spinos al întoarcerii, Editura Eminescu (1971)
- Viața de buzunar (roman), Editura Eminescu (1972)
- Navetiștii (roman), Editura Eminescu (1974)
- Patima urșilor albi (roman), Editura Cartea Românească (1975)
- Arșița verii și a sufletului meu (1976)
- Roșu pe alb (roman), Editura Eminescu (1977)
- Jean, fiul lui Ion (roman), Editura Cartea Românească (1978)
- Cu ușile deschise, Editura Tineretului
- Pînă mă întorc, visează (roman), Editura Eminescu (1980)
- Suplinitorii (roman), Editura Cartea Românească (1982)
- Lege și anexă (roman), Editura Eminescu (1983)
- Sărindar (vol. 2 al romanului Lege și anexă), Editura Eminescu (1984)
- Intermediarii (roman), Editura Cartea Românească (1985)
- Grindina (roman), Editura Eminescu (1987)
- Pînă la ultima consecință (roman), Editura Cartea Românească (1988)
- Jurnal de toamnă: duioase, temperate, vesele (povestiri), Editura Albatros (1991)
- Bufnița albă (roman), Editura Albatros (1992)

### Scenarii de film
- Golgota (1966) - în colaborare cu Mircea Drăgan
- Castelul condamnaților (1970) - în colaborare cu Mircea Drăgan și Mihai Iacob
- Brigada Diverse intră în acțiune (1970) - în colaborare cu Mircea Drăgan
- Brigada Diverse în alertă! (1971) - în colaborare cu Mircea Drăgan
- Frații (1971) - în colaborare cu Constantin Bordeianu
- B.D. la munte și la mare (1971) - în colaborare cu Mircea Drăgan
- Dragostea mea călătoare (1980)
- O lume fără cer (1981)
- Mult mai de preț e iubirea, în colaborare cu Dan Marcoci (1982)
- Scopul și mijloacele (1983)
- Duminică în familie (1988) - în colaborare cu Ion Băieșu și Dan Marcoci